# ونینو
ونینو (به ایتالیایی: Veniano) یک کومونه در ایتالیا است که در استان کومو واقع شده‌است.

## خصوصیات
ونینو ۳٫۲ کیلومترمربع مساحت و ۲٬۸۵۹ نفر جمعیت دارد.